# Doktor Who – seria 1 (1963–1964)
Pierwszy sezon wersji klasycznej brytyjskiego serialu science-fiction pt. Doktor Who rozpoczął się 23 listopada 1963 podczas premiery historii An Unearthly Child, a zakończył się 12 września 1964 podczas finału historii The Reign of Terror.

## Obsada
Aktor William Hartnell został obsadzony w roli tajemniczego Doktora, obcego podróżującego po wszechświecie. W ciągu całego sezonu w jego podróżach towarzyszą mu trzy osoby: jego wnuczka Susan Foreman (Carole Ann Ford) oraz dwoje jej nauczycieli – Ian Chesterton (William Russell) oraz Barbara Wright (Jacqueline Hill).

## Produkcja i odcinki zaginione
Verity Lambert została producentem serialu, David Whitaker otrzymał stanowisko story editora, natomiast Mervyn Pinfield był producentem pomocniczym.
Pierwszy sezon serialu jest jednym z najlepiej zachowanych sezonów serialu z lat 60., jako że tylko dwie historie tego sezonu pozostają niekompletne. Historia Marco Polo jest zaginiona w całości (7 odcinków), nie istnieją do niej również żadne klipy, co czyni ją jedną z trzech historii w całości utraconych, do których nie pozostały żadne materiały (pozostałe to Mission to the Unknown oraz The Massacre of St Bartholomew's Eve, obie z sezonu trzeciego). Oprócz tego w tym sezonie historii The Reign of Terror brakuje 2 odcinków, jednakże zostały one zrekonstruowane w formie animowanej.

## Historie i odcinki
| N/o | Tytuł historii inne tytuły                     | Odcinki | Reżyseria                        | Scenariusz                  | Uwagi                                | Premiera                                                           | Kod |
| --- | ---------------------------------------------- | --- | -------------------------------- | --------------------------- | ------------------------------------ | ------------------------------------------------------------------ | --- |
| 001 | An Unearthly Child 100,000 BC The Tribe of Gum | An Unearthly Child The Cave of Skulls The Forest of Fear The Firemaker                                                                | Waris Hussein                    | Anthony Coburn C. E. Webber | 4 odcinki                            | 23 listopada 1963 30 listopada 1963 7 grudnia 1963 14 grudnia 1963 | A   |
| Dwoje nauczycieli, Ian Chesterton i Barbara Wright zauważają, że ich uczennica, Susan Foreman wyróżnia się spośród innych uczniów dużą inteligencją oraz specyficznym światopoglądem i postanawiają ją śledzić. Podczas śledzenia odkrywają TARDIS oraz że Susan i jej dziadek nie są ludźmi oraz że są wygnańcami ze swojej planety. Doktor boi się, że dwójka nauczycieli rozpowie jego i Susan tajemnicę, więc zmusza ich do podróży do epoki kamienia. Tam załoga TARDISa angażuje się w brutalnej walce o władze w jednym z plemieni. Następnie Doktor, Susan, Barbara i Ian zostają przechwyceni przez jedno z paleologicznych plemni i uwięzieni w jaskini. Kiedy już im się udaje uciec, tuż przed TARDISem zostają ponownie przechwyceni. W końcu udaje się im uciec dzięki wiedzy Iana na temat rozpalania ognia za pomocą prymitywnych narzędzi, która wywołuje strach i szacunek wśród plemienia. Po opuszczeniu epoki kamienia załoga TARDIS trafia do nowego, zupełnie nieznanego Doktorowi miejsca. |                                                | |                                  |                             |                                      |                                                                    |     |
| 002 | The Daleks The Mutants The Dead Planet         | The Dead Planet The Survivors The Escape The Ambush The Expedition The Ordeal The Rescue                                              | Richard Martin Christopher Barry | Terry Nation                | 7 odcinków                           | 21 grudnia 1963 – 1 lutego 1964                                    | B   |
| TARDIS ląduje na planecie Skaro. Na tej planecie załoga TARDIS odkrywa pierwszy problem jakim jest silne promieniowanie. By móc przeżyć załoga bierze leki neutralizujące. Doktor i towarzysze zauważają opuszczone miasteczko w dolinie. Doktor chcąc zbadać miasteczko oszukuje swoich towarzyszy, że żeby ruszyć dalej potrzebuje rtęci, który może znajdować się w tamtejszych laboratoriach. Wówczas zniechęceni Ian i Barbara, dla których priorytetem jest powrót na Ziemię, zgadzają się na zejście do doliny. Tam załoga TARDISa rozdziela się. Tymczasem złowrogo nastawiona rasa zamieszująca Skaro, Dalekowie postanawiają ich złapać. Cała czwórka zostaje uwięziona. Na pomoc przychodzą Thalowie, rasa zamieszkująca Skaro podobna do ludzi. Jak się okazuje, Thalowie oraz Dalekowie są odwiecznymi wrogami mi prowadzą pomiędzy sobą wojnę. Doktor i towarzysze po uwolnieniu pomagają Thalom w wojnie po czym opuszczają Skaro.                                                                  |                                                | |                                  |                             |                                      |                                                                    |     |
| 003 | The Edge of Destruction Inside the Spaceship   | The Edge of Destruction The Brink of Disaster                                                                                         | Richard Martin Frank Cox         | David Whitaker              | 2 odcinki                            | 8 lutego 1964 15 lutego 1964                                       | C   |
| Podczas napraw nawigacyjnych w TARDISie, Doktor, powoduje małą eksplozję. Doktor i jego towarzysze są chwilowo nieprzytomni, po czym Ian i Susan mają pewne objawy amnezji i dziwnie się zachowują. Wówczas Doktor oskarża Barbarę i Iana że podali załodze środki nasenne. Po długiej kłótni Doktor przeprasza ich. |                                                | |                                  |                             |                                      |                                                                    |     |
| 004 | Marco Polo A Journey to Cathay                 | The Roof of the World The Singing Sands Five Hundred Eyes The Wall of Lies Rider from Shang-Tu Mighty Kublai Khan Assassin at Peking  | Waris Hussein John Crockett      | John Lucarotti              | 7 odcinków (wszystkie zaginione)     | 22 lutego 1964 – 4 kwietnia 1964                                   | D   |
| Doktor i jego towarzysze trafiają do Himalajów w 1289, gdzie spotykają Marco Polo oraz Kubilaj-chana. |                                                | |                                  |                             |                                      |                                                                    |     |
| 005 | The Keys of Marinus The Sea of Death           | The Sea of Death The Velvet Web The Screaming Jungle The Snows of Terror Sentence of Death The Keys of Marinus                        | John Gorrie                      | Terry Nation                | 6 odcinków                           | 11 kwietnia 1964 – 16 maja 1964                                    | E   |
| TARDIS trafia na szklistą wyspę na planecie Marinus. Tam Doktor i jego towarzysze trafiają na kosmitę o nazwie Voord, który rozkazuje im mu pomóc by ocalić komputerowy reżim panujący na wyspie. |                                                | |                                  |                             |                                      |                                                                    |     |
| 006 | The Aztecs                                     | The Temple of Evil The Warriors of Death The Bride of Sacrifice The Day of Darkness                                                   | John Crockett                    | John Lucarotti              | 4 odcinki                            | 23 maja 1964 – 13 czerwca 1964                                     | F   |
| Załoga TARDISa dociera do Meksyku w XV wieku, niedługo przed przybyciem tam Hiszpanów. Tam Barbara zostaje zidentyfikowana przez Azteków jako bogini Yetaxa. Wówczas załoga TARDIS rozgaszcza się w bogactwie Azteków. Barbara mimo sprzeciwu Doktora, wykorzystując swój przywilej próbuje zmienić barbarzyńskie obyczaje tego ludu oraz uchronić ich przed atakiem Hiszpanów. |                                                | |                                  |                             |                                      |                                                                    |     |
| 007 | The Sensorites                                 | Strangers in Space The Unwilling Warriors Hidden Danger A Race Against Death Kidnap A Desperate Venture                               | Mervyn Pinfield Frank Cox        | Peter R. Newman             | 6 odcinków                           | 20 czerwca 1964 – 1 sierpnia 1964                                  | G   |
| Doktor wraz z towarzyszami trafia na statek kosmiczny Sensoritasów. Tam załoga TARDISa chce uratować cywilizację, którą zabija tajemnicza choroba. Jednocześnie muszą walczyć z niektórymi osobnikami, którzy ich nie chcą tam. |                                                | |                                  |                             |                                      |                                                                    |     |
| 008 | The Reign of Terror The French Revolution      | A Land of Fear Guests of Madame Guillotine A Change of Identity The Tyrant of France A Bargain of Necessity Prisoners of Conciergerie | Henric Hirsch John Gorrie        | Dennis Spooner              | 6 odcinków (odcinki 4 i 5 zaginione) | 8 sierpnia 1964 – 12 września 1964                                 | H   |
| Doktor, Susan, Ian i Barbara trafiają do XVIII-wiecznej Francji, podczas Rewolucji francuskiej. |                                                | |                                  |                             |                                      |                                                                    |     |

## Wersja DVD
| Nazwa | Ilość i czas odcinków    | Data premiery        | Data premiery   | Data premiery   |
| Nazwa | Ilość i czas odcinków    | Region 2             | Region 4        | Region 1        |
| --- | ------------------------ | -------------------- | --------------- | --------------- |
| The Beginning: (zawiera historie: An Unearthly Child (4 odcinki), The Daleks (7 odcinków), The Edge of Destruction (2 odcinki) oraz rekonstrukcje Marco Polo)                                   | 13 × 25 min. 1 × 30 min. | 30 stycznia 2006     | 2 marca 2006    | 28 marca 2006   |
| The Keys of Marinus | 6 × 25 min.              | 21 września 2009     | 7 stycznia 2010 | 5 stycznia 2010 |
| The Aztecs | 4 × 25 min.              | 21 października 2002 | 2 grudnia 2002  | 4 marca 2003    |
| The Aztecs – Special Edition (zawiera całą 4-odcinkową historię The Aztecs, trzeci odcinek historii Galaxy 3 (z sezonu 3) pt. Air Lock oraz skrócone rekonstrukcje pozostałych trzech odcinków) | 5 × 25 min.              | 11 marca 2013        | 20 marca 2013   | 12 marca 2013   |
| The Sensorites | 6 × 25 min.              | 23 stycznia 2012     | 2 lutego 2012   | 14 lutego 2012  |
| The Reign of Terror (odcinki 1–3 & 6 z 6, animacja 4 & 5) | 6 × 25 min.              | 28 stycznia 2013     | 6 lutego 2013   | 12 lutego 2013  |

## Beletryzacje
| Nazwa książki                                       | Nazwa historii w serialu | Autor              | Publikacja           | Premiera             | Źródło        |
| --------------------------------------------------- | ------------------------ | ------------------ | -------------------- | -------------------- | ------------- |
| Doctor Who and An Unearthly Child                   | An Unearthly Child       | Terrance Dicks     | Target Books         | 15 października 1981 | [ 47 ] [ 48 ] |
| Doctor Who in an Exciting Adventure with the Daleks | The Daleks               | David Whitaker     | Frederick Muller Ltd | 12 listopada 1964    | [ 49 ]        |
| Doctor Who and the Daleks                           | The Daleks               | David Whitaker     | Target Books         | 2 maja 1981          | [ 50 ] [ 51 ] |
| The Edge of Destruction                             | The Edge of Destruction  | Nigel Robinson     | Target Books         | 20 października 1988 | [ 52 ] [ 53 ] |
| Marco Polo                                          | Marco Polo               | John Lucarotti     | Target Books         | 11 kwietnia 1985     | [ 54 ] [ 55 ] |
| Doctor Who and the Keys of Marinus                  | The Keys of Marinus      | Philip Hinchcliffe | Target Books         | 21 sierpnia 1980     | [ 56 ] [ 57 ] |
| The Aztecs                                          | The Aztecs               | John Lucarotti     | Target Books         | 20 września 1984     | [ 58 ]        |
| The Sensorites                                      | The Sensorites           | Nigel Robinson     | Target Books         | 16 lipca 1987        | [ 59 ]        |
| The Reign of Terror                                 | The Reign of Terror      | Ian Marter         | Target Books         | 20 sierpnia 1987     | [ 60 ]        |